# Danny Blanchflower

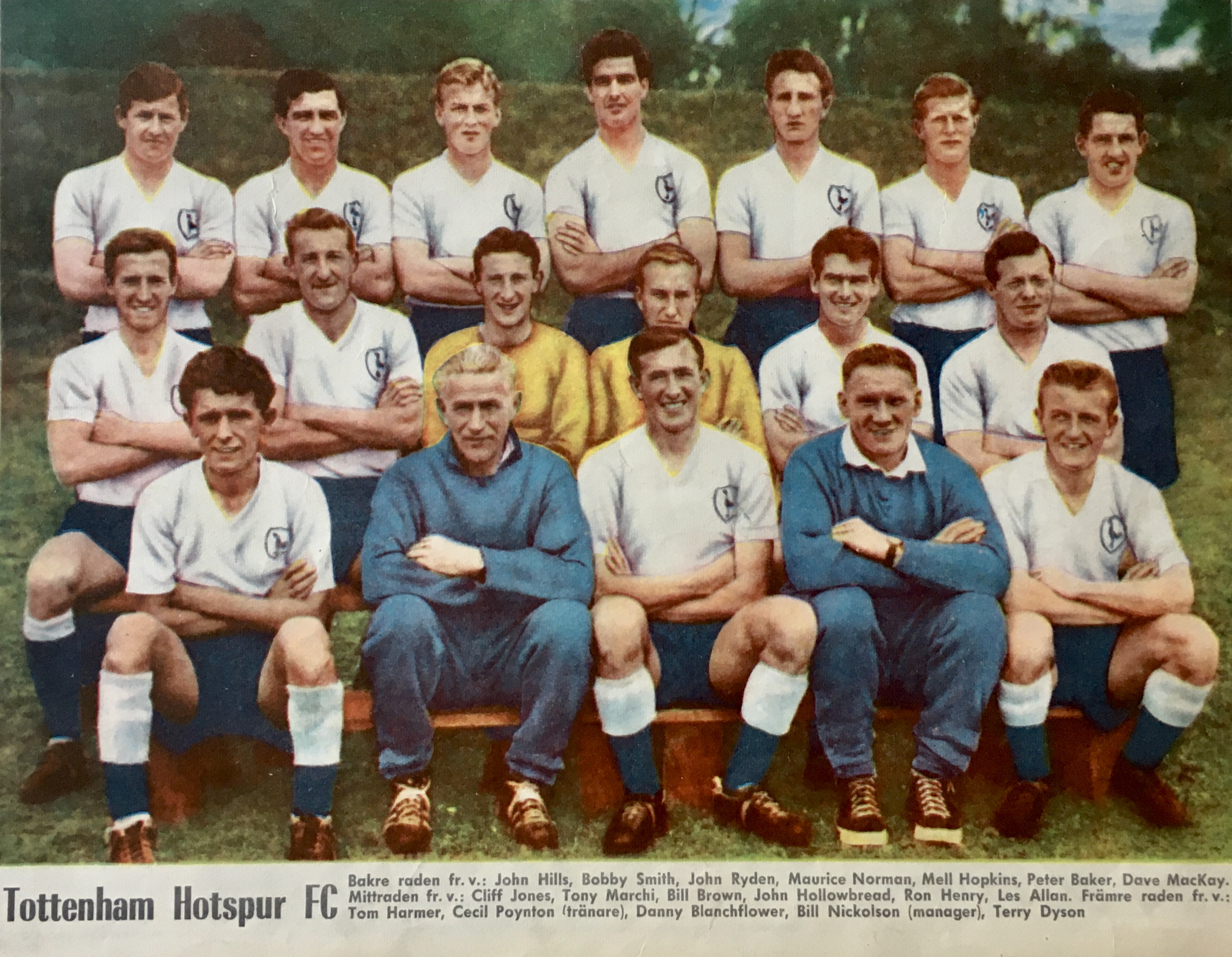
Tottenham Hotspur 1960 med Danny Blanchflower i laget och med Bill Nicholson som lagledare.

Robert Dennis "Danny" Blanchflower, född 10 februari 1926 i Belfast, död 9 december 1993 i London, var en nordirländsk fotbollsspelare, fotbollstränare och journalist. Han var lagkapten i Tottenham Hotspur när de säsongen 1961 vann dubbeln (ligan och FA-cupen). Han rankades 2009 som en av de bästa spelarna i Spurs historia av The Times.

## Filmografi
- 1983 – Those Glory Glory Days